# 宋丹 (田径运动员)
宋丹（1990年7月5日—）是中国田径标枪女运动员。2008年北京奥运会中国队田径标枪队员。

## 生平
1990年出生于四川省成都市温江县，毕业于西南交通大学公共管理学院。2007年，宋丹曾代表成都市参加“全国城市运动会”，17岁的她荣获田径标枪项目的冠军。2008年，18岁的宋丹代表中国参加北京奥运会田径标枪项目。

## 个人生活
宋丹的小名叫做“淼淼”，朋友们称呼她为“淼妹儿”。生活中的宋丹喜欢养花、爱好户外拍照、爱摆POSE。

## 成就
- 2007年 全国城市运动会女子标枪冠军（59.89米）[2]
- 2007年 全国锦标赛女子标枪第二名（56.86米）[2]
- 2008年 成都积分赛女子标枪第一名（60.68米）[2]

## 外部連結
- 宋丹在的頁面